# Droit de déport
Dans le domaine juridique, l’appellation droit de déport, issue du monde féodal, renvoie à deux concepts différents. L’un relève du droit canon, tandis que le second a trait au droit féodal.

## Droit canon
En droit canonique, le déport, également appelé « droit de vacant », permettait à des seigneurs ecclésiastiques, le plus souvent des évêques, archidiacres ou archiprêtres, de percevoir les revenus des bénéfices vacants d’un diocèse pour une durée déterminée.
L’origine de ce droit est incertaine et controversée. Il pourrait être apparu en même temps que l’annate, mais nous n’en avons aucune certitude. Ce n’est que bien plus tard, avec la chute de l’Ancien Régime, qu’il fut aboli par le décret de l’Assemblée nationale daté du 11 août 1789.
Le droit de déport pouvait être mis en application dans deux cas : lorsque le bénéficier se trouvait en litige ou lorsqu’il était empêché d’exercer sa fonction, faute d’être prêtre ou bien par sa mort. Le seigneur ecclésiastique qui bénéficiait de ce droit devait alors nommer un prêtre pour desservir la paroisse et devait se charger de le rémunérer,. C’est du moins ce qui ressort d’une obligation émise par Jean XXII, ce dernier ordonnant que les bénéficiaires du droit de déport partagent les revenus des bénéfices avec leurs titulaires. Cependant, ce droit pouvait aisément être contrecarré dans la mesure où il suffisait que le bénéficier fasse une résignation in favorem avant son décès, faisant en sorte que son bénéfice ne soit pas vacant et que, par conséquent, le seigneur ecclésiastique n’en profite pas.
Ce droit était d’application dans diverses provinces françaises et principalement en Normandie où tous les évêques possédaient ce droit –  évidemment uniquement envisageable dans les limites de leur diocèse.

## Droit féodal
En droit féodal, le déport ou déport de minorité était le droit qu’avaient certains seigneurs de percevoir pendant un an les revenus des fiefs appartenant aux vassaux qui n’avaient pas l’âge de les desservir lorsqu’ils héritaient du fief, aucun des parents n’en ayant accepté la garde.
En compensation, ces seigneurs devaient alors nommer des gardiens ou tuteurs pour tenir le fief dont avaient hérité les mineurs. De même, ils devaient fournir aux héritiers une partie des revenus du fief. À titre indicatif, le montant du revenu cédé à l’héritier s’élevait, en Anjou, à un tiers du revenu total.
Si on atteste la présence de ce droit sous le nom de « droit de déport » dans les coutumes d’Anjou et du Maine, il convient de rappeler qu’il existait aussi ailleurs sous d’autres appellations, notamment dans l’ancienne coutume de Montargis.
Le fait qu’un gardien tenait le fief du mineur représentait, dans le rapport féodal, une véritable transformation. Le gardien, se comportant dès lors comme un véritable vassal, devait l’hommage au seigneur comme s’il tenait lui-même le fief. C’est ainsi que, pour remédier aux inconvénients causés par la garde, la tutelle fut introduite ; cette dernière n’impliquait pas un même rapport féodal que celui tenu entre le seigneur et le garde. Cependant, les seigneurs de certaines provinces continuèrent d’exiger le payement d’une certaine somme en échange d’un droit de rachat. Le déport, caractérisé par la perception des revenus du fief par le seigneur durant un an, était alors le paiement de ce droit de rachat.
Si certains auteurs soutinrent que, dès les XVIIe siècle et XVIIIe siècle, ce droit avait été abrogé par non usage, on peut nuancer ces propos. En effet, différents arrêts (datant de 1695, 1729, 1745, 1747 et 1756) confirmèrent qu’il resta toujours d’usage. Ce n’est, tout comme dans le droit canon, qu’avec l’Ancien Régime qu’il disparut.